# Wybory samorządowe w Rumunii w 2008 roku

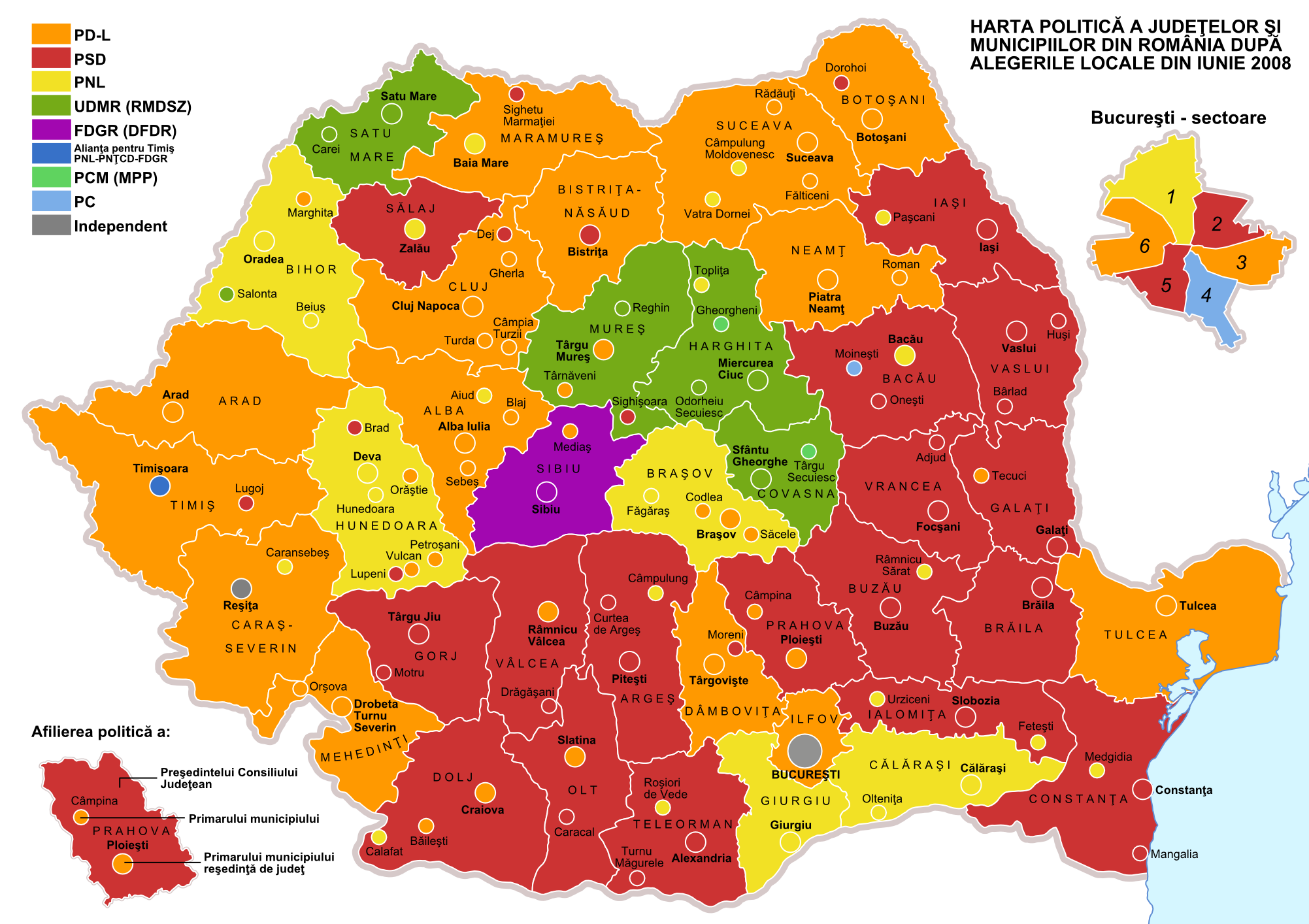
Mapa polityczna powiatów i gmin w Rumunii po wyborach samorządowych w czerwcu 2008 roku

Wybory samorządowe w Rumunii odbyły się 1 czerwca 2008 roku. W wyborach w skali kraju zwyciężyła Partia Demokratyczno-Liberalna uzyskując 36,5% głosów. Frekwencja wyniosła 49,38%.
15 czerwca odbyła się druga tura. Wybierano w niej burmistrzów w tych miastach, w których żaden z kandydatów nie uzyskał w pierwszej turze bezwzględnej większości.
Wyniki wyborów lokalnych są o tyle istotne, że mogą mieć wpływ na jesienne wybory parlamentarne, a koalicje zawarte na tym szczeblu mogą zostać odwzorowane w nowym parlamencie.